# Scarlet Heart
Scarlet Heart (em chinês: 步步惊心) é uma série de televisão chinesa baseada no romance Bu Bu Jing Xin de Tong Hua. Sua estreia ocorreu em 10 de setembro de 2011 pela Hunan Broadcasting System (HBS).
Através de seu pioneirismo na televisão asiática, com o gênero de viagem no tempo, Scarlet Heart tornou-se um sucesso tanto comercial como de crítica, não somente na China mas como em toda a Ásia. Uma sequência foi produzida sob o nome de Scarlet Heart 2 e exibida a partir de 22 de abril de 2014 pela Zhejiang TV.

## Enredo
Zhang Xiao (Cecilia Liu), uma jovem do século XXI, sofre um acidente quase fatal que a envia de volta no tempo para a dinastia Qing, durante o reinado do imperador Kangxi (Damian Lau). Fazendo com que a mesma fique presa no corpo de uma de suas vidas passadas: a de Ma'ertai Ruoxi, a filha adolescente de um general Manchu. Nesta nova linha do tempo em que se encontra, ela possui uma irmã mais velha, Ruolan (Annie Liu), uma concubina do oitavo príncipe Yinsi (Kevin Cheng) que é filho do imperador Kangxi. Enquanto procura uma maneira de voltar para o século XXI, a mesma conhece alguns dos outros filhos de Kangxi, incluindo o quarto príncipe Yinzhen (Nicky Wu), o décimo príncipe Yin'e (Ye Zuxin), o décimo quarto príncipe Yinti (Lin Gengxin) e por fim, o décimo terceiro príncipe, Yinxiang (Yuan Hong). Enquanto não retorna para sua era, ela acaba se deixando levar pelas vantagens da vida na corte, incluindo um romance com um determinado príncipe.

## Elenco

### Principal
- Cecilia Liu como Maer'tai Ruo Xi (马尔泰·若曦) / Zhang Xiao (张晓)
- Nicky Wu como Yinzhen (胤禛), o quarto príncipe
- Kevin Cheng como Yinsi (胤禩), o oitavo príncipe
- Yuan Hong como Yinxiang (胤祥), o décimo terceiro príncipe
- Lin Gengxin como Yinti (胤祯), o décimo quarto príncipe

### De apoio

#### Príncipes
- Damian Lau como o Imperador Kangxi (康熙)
- Zhang Lei como Yinreng (胤礽), o príncipe herdeiro
- Yang Xiaobo como Yinti (胤禔), o primeiro príncipe
- Chen Jingyu como Yinzhi (胤祉), o terceiro príncipe
- Wang Xiaodong como Yinqi (胤祺), o quinto príncipe
- Han Dong como Yintang (胤禟), o nono príncipe
- Ye Zuxin como Yin'e (胤礻我), o décimo príncipe
- Qu Aohui como Hongshi (弘时), o terceiro filho de Yinzhen

## Transmissão internacional
| País           | Canal               | Data de exibição       |
| -------------- | ------------------- | ---------------------- |
| Coreia do Sul  | CineonTV            | 5 de outubro de 2011   |
| Estados Unidos | ICN                 | 11 de novembro de 2011 |
| Malásia        | Astro               | 11 de dezembro de 2011 |
| Singapura      | Mediacorp Channel 8 | 16 de janeiro de 2012  |
| Canadá         | Talentvision        | 5 de julho de 2012     |
| Japão          | BS Japan            | 8 de outubro de 2012   |
| Tailândia      | Channel 3           | 10 de abril de 2015    |

## Prêmios recebidos
| Ano  | Prêmio                           | Categoria                       | Beneficiário  | Ref.  |
| ---- | -------------------------------- | ------------------------------- | ------------- | ----- |
| 2011 | China TV Drama Awards            | Série de Televisão Mais Popular | Scarlet Heart |       |
| 2011 | China TV Drama Awards            | Prêmio de Recomendação da Mídia | Cecilia Liu   |       |
| 2012 | Shanghai Television Festival     | Ator Mais Popular               | Nicky Wu      | [ 1 ] |
| 2012 | Shanghai Television Festival     | Atriz Mais Popular              | Cecilia Liu   | [ 1 ] |
| 2012 | Seoul International Drama Awards | Drama Estrangeiro Mais Popular  | Scarlet Heart | [ 2 ] |
| 2012 | Seoul International Drama Awards | Prêmio de Popularidade da Ásia  | Nicky Wu      | [ 2 ] |
| 2012 | Huading Awards                   | Melhor Ator (Histórico)         | Nicky Wu      | [ 3 ] |
| 2012 | Huading Awards                   | Prêmio de Popularidade da Mídia | Nicky Wu      | [ 3 ] |
| 2012 | Huading Awards                   | Cecilia Liu                     |               | [ 3 ] |

## Remake
Em 2016, a emissora sul-coreana Seoul Broadcasting System (SBS) produziu um remake do mesmo, sob o nome de Moon Lovers: Scarlet Heart Ryeo para ser exibido na Coreia do Sul. Dirigido por Kim Kyu-tae, o drama destacou-se por ser o primeiro projeto da Universal Studios. Seu orçamento foi de $13 milhões de dólares. Em 29 de agosto de 2016, ocorreu sua estreia com um número total de vinte episódios. Contudo, ao contrário de sua homóloga chinesa, Moon Lovers: Scarlet Heart Ryeo obteve críticas negativas por algumas de suas atuações e por seu desempenho em audiência considerado baixo.